# Morādābād Gol Gol
Morādābād Gol Gol (persiska: مرادآباد گل گل) är en ort i Iran.   Den ligger i provinsen Lorestan, i den västra delen av landet, 400 km sydväst om huvudstaden Teheran. Morādābād Gol Gol ligger 1 647 meter över havet och antalet invånare är 176.
Terrängen runt Morādābād Gol Gol är huvudsakligen kuperad, men norrut är den platt. Morādābād Gol Gol ligger nere i en dal. Runt Morādābād Gol Gol är det ganska tätbefolkat, med 72 invånare per kvadratkilometer. Närmaste större samhälle är Nūrābād, 11,2 km norr om Morādābād Gol Gol. Trakten runt Morādābād Gol Gol består i huvudsak av gräsmarker.